# Premio Nadal
De Premio Nadal is een Spaanse literatuurprijs, die jaarlijks door de Spaanse uitgeverij Ediciones Destino wordt verleend voor een nog onuitgegeven Spaanstalige roman. De prijs wordt sinds 1944 toegekend en is daarmee de oudste literaire onderscheiding van Spanje.

## Beschrijving
De Premio Nadal werd in 1944 ingesteld door het tijdschrift Destino, dat werd uitgegeven door de in Barcelona gevestigde uitgeverij Ediciones Destino. De prijs was bedoeld als een eerbetoon aan Eugenio Nadal, een hoogleraar in de literatuurwetenschap en tevens een van de belangrijkste bijdragers aan het blad, die eerder dat jaar op nog geen 28-jarige leeftijd was overleden.
Oorspronkelijk was de Premio Nadal bedoeld om aandacht te vestigen op nieuw literair talent. Hij werd gedurende tientallen jaren als een prestigieuze prijs beschouwd, mede omdat eerdere ontvangers zich regelmatig bleken te ontwikkelen tot belangrijke persoonlijkheden binnen de Spaanstalige literatuur. Nadat echter begin jaren negentig Ediciones Destino werd overgenomen door de Spaanse mediamultinational Grupo Planeta, kwam de Premio Nadal in meer commercieel vaarwater terecht en werd hij vaker toegekend aan auteurs die hun naam al lang en breed hadden gevestigd. Sindsdien is het vrijwel onmogelijk geworden om zonder tussenkomst van een literair agent voor de prijs in aanmerking te komen.
De uitreiking van de Premio Nadal vindt plaats op Driekoningen (6 januari) van het jaar volgend op de toekenning. Sinds 1958 gebeurt dat in Hotel Ritz in Barcelona, waar dan ook de Premi Josep Plá aan de winnaar daarvan wordt overhandigd. Aan de Premio Nadal zijn geldbedragen verbonden: in 2008 ontving de winnaar 18.000 euro en de winnaar van de tweede prijs 6.000 euro. De tweede prijs is met ingang van 2010 vervangen door de Premio Francisco Casavella.

## Winnaars 1944-2009
| Jaar | Winnaar                      | Boek                                                                        | Winnaar(s) tweede prijs        | Boek                                    |
| ---- | ---------------------------- | --------------------------------------------------------------------------- | ------------------------------ | --------------------------------------- |
| 1944 | Carmen Laforet               | Nada                                                                        | José María Álvarez Blázquez    | En el pueblo hay caras nuevas           |
| 1945 | José Félix Tapia             | La Luna ha entrado en casa                                                  | Francisco García Pavón         | Cerca de Oviedo                         |
| 1946 | José María Gironella         | Un hombre                                                                   | Eulalia Galvarriato            | Cinco sombras                           |
| 1946 | José María Gironella         | Un hombre                                                                   | Luis Manteiga                  | Un hombre a la deriva                   |
| 1947 | Miguel Delibes               | La sombra del ciprés es alargada                                            | Ana María Matute               | Los Abel                                |
| 1947 | Miguel Delibes               | La sombra del ciprés es alargada                                            | Rosa María Cajal               | Juan Risco                              |
| 1948 | Sebastián Juan Arbó          | Sobre las piedras grises                                                    | Manuel Mur Oti                 | Destino negro                           |
| 1948 | Sebastián Juan Arbó          | Sobre las piedras grises                                                    | Antonio Rodríguez Huescar      | Vida con una diosa                      |
| 1949 | José Suárez Carreño          | Las últimas horas                                                           | Carlos de Santiago             | El huerto de Pisadiel                   |
| 1950 | Elena Quiroga                | Viento del Norte                                                            | Francisco Montero Galvache     | El mar está solo                        |
| 1951 | Luis Romero                  | La noria                                                                    | Tomás Salvador                 | Historias de Valcanillo                 |
| 1951 | Luis Romero                  | La noria                                                                    | José María Jové                | Mientras llueve en la tierra            |
| 1951 | Luis Romero                  | La noria                                                                    | José Antonio Giménez Arnau     | De pantalón largo                       |
| 1952 | Dolores Medio                | Nosotros, los Rivero                                                        | Severiano Fernández Nicolás    | La ciudad sin horizonte'                |
| 1952 | Dolores Medio                | Nosotros, los Rivero                                                        | Vicente Risco                  | La puerta de paja                       |
| 1953 | Lluïsa Forrellad             | Siempre en capilla                                                          | Alejandro Núñez Alonso         | La gota de mercurio                     |
| 1954 | Francisco José Alcántara     | La muerte le sienta bien a Villalobos                                       | Ángel Oliver                   | Días turbulentos                        |
| 1955 | Rafael Sánchez Ferlosio      | El Jarama                                                                   | Héctor Vázquez Azpiri          | Víbora                                  |
| 1956 | José Luis Martín Descalzo    | La frontera de Dios                                                         | Jesús López Pacheco            | Central eléctrica                       |
| 1957 | Carmen Martín Gaite          | Entre visillos                                                              | Lauro Olmo                     | Ayer, 27 de octubre                     |
| 1958 | José Vidal Cadellans         | No era de los nuestros                                                      | Claudio Bassols                | El carnaval de los gigantes             |
| 1959 | Ana María Matute             | Primera memoria                                                             | Armando López Salinas          | La mina                                 |
| 1960 | Ramiro Pinilla               | Ciegas hormigas                                                             | Gonzalo Torrente Malvido       | Hombres varados                         |
| 1961 | Juan Antonio Payno           | El curso                                                                    | Pedro Antoñana                 | La cuerda rota                          |
| 1962 | José María Mendiola          | Muerte por fusilamiento                                                     | Manuel Barrios                 | El crimen                               |
| 1963 | Manuel Mejía Vallejo         | El día señalado                                                             | Mariano Viguera                | Coral                                   |
| 1964 | Alfonso Martínez Garrido     | El miedo y la esperanza                                                     | Manuel Barrios                 | La espuela                              |
| 1965 | Eduardo Caballero Calderón   | El buen salvaje                                                             | Juan Farias                    | Los buscadores de agua                  |
| 1966 | Vicente Soto                 | La zancada                                                                  | Carmelo M. Lozano              | Gambito de alfil de rey                 |
| 1967 | José María Sanjuán           | Réquiem por todos nosotros                                                  | Francisco García Pavón         | El reinado de Witiza                    |
| 1968 | Álvaro Cunqueiro             | Un hombre que se parecía a Orestes                                          | Eduardo García                 | Sede vacante                            |
| 1969 | Francisco García Pavón       | Las hermanas coloradas                                                      | Luis Ricardo Alonso            | El candidato                            |
| 1970 | Jesús Fernández Santos       | Libro de las memorias de las cosas                                          | Gabriel García-Badell          | De las Armas de Montemolín              |
| 1971 | José María Requena           | El cuajarón                                                                 | Gustavo Álvarez de Gardeazábal | Dabeiba                                 |
| 1972 | José María Carrascal         | Groovy                                                                      | Gabriel García-Badell          | Las cartas cayeron boca abajo           |
| 1972 | José María Carrascal         | Groovy                                                                      | Bernardo Víctor Carande        | Suroeste                                |
| 1973 | José Antonio García Blázquez | El rito                                                                     | Gabriel García-Badell          | Francia                                 |
| 1973 | José Antonio García Blázquez | El rito                                                                     | Aquilino Duque                 | El mono azul                            |
| 1974 | Luis Gasulla                 | Culminación de Montoya                                                      | Guillermo Ariel Ramón Carrizo  | Crónica sin héroes                      |
| 1975 | Francisco Umbral             | Las ninfas                                                                  | Manuel Villar Raso             | Mar ligeramente Sur                     |
| 1976 | Raúl Guerra Garrido          | Lectura insólita de "El Capital"                                            | Emilio Mansera Conde           | La crisopa                              |
| 1977 | José Asenjo Sedano           | Conversación sobre la guerra                                                | Gabriel García-Badell          | La zarabanda                            |
| 1978 | Germán Sánchez Espeso        | Narciso                                                                     | Manuel Vicent                  | El anarquista coronado con adelfas      |
| 1978 | Germán Sánchez Espeso        | Narciso                                                                     | Rocío Vélez de Piedrahita      | Terrateniente                           |
| 1979 | Carlos Rojas                 | El ingenioso hidalgo y poeta Federico García Lorca asciende a los infiernos | Manuel Vicent                  | Ángeles o neófitos                      |
| 1979 | Carlos Rojas                 | El ingenioso hidalgo y poeta Federico García Lorca asciende a los infiernos | Gabriel García-Badell          | Nuevo auto de fe                        |
| 1980 | Juan Ramón Zaragoza          | Concerto grosso                                                             | Ramón Eiroa                    | Notas para la aclaración de un suicidio |
| 1980 | Juan Ramón Zaragoza          | Concerto grosso                                                             | Jorge González Aranguren       | En otros parques donde estar ardiendo   |
| 1981 | Carmen Gómez Ojea            | Cantiga de agüero                                                           | Alfonso Zapater                | El accidente                            |
| 1981 | Carmen Gómez Ojea            | Cantiga de agüero                                                           | Juan Luis González Ripoll      | El dandy del lunar                      |
| 1982 | Fernando Arrabal             | La torre herida por el rayo                                                 | José Luis Aguirre              | La excursión                            |
| 1983 | Salvador García Aguilar      | Regocijo en el hombre                                                       | José Avello Flórez             | La subversión de Beti García            |
| 1984 | José Luis de Tomás           | La otra orilla de la droga                                                  | Telmo Herrera                  | Papá murió hoy                          |
| 1985 | Pau Faner                    | Flor de sal                                                                 | Vicente Sánchez Pinto          | Los desiertos del amor                  |
| 1986 | Manuel Vicent                | Balada de Caín                                                              | Horacio Vázquez-Rial           | Historia del Triste                     |
| 1986 | Manuel Vicent                | Balada de Caín                                                              | Rafael Humberto Moreno-Durán   | Los felinos del Canciller               |
| 1987 | Juan José Saer               | La ocasión                                                                  | José Ferrater Mora             | El juego de la verdad                   |
| 1988 | Juan Pedro Aparicio          | Retratos de ambigú                                                          | Jesús Carazo                   | Los límites del paraíso                 |
| 1989 | niet toegekend               | --                                                                          | --                             | --                                      |
| 1990 | Juan José Millás             | La soledad era esto                                                         | Pedro Crespo García            | El cuaderno de Forster                  |
| 1991 | Alfredo Conde                | Los otros días                                                              | Mariano Arias                  | El silencio de las palabras             |
| 1992 | Alejandro Gándara            | Ciegas esperanzas                                                           | Jesús Díaz                     | Las palabras perdidas                   |
| 1993 | Rafael Argullol              | La razón del mal                                                            | Jorge Ordaz                    | La perla del Oriente                    |
| 1994 | Rosa Regàs                   | Azul                                                                        | José Ángel Mañas               | Historias del Kronen                    |
| 1995 | Ignacio Carrión              | Cruzar el Danubio                                                           | Félix Bayón                    | Adosados                                |
| 1996 | Pedro Maestre                | Matando dinosaurios con tirachinas                                          | Juana Salabert                 | Arde lo que será                        |
| 1997 | Carlos Cañeque               | Quién                                                                       | Lorenzo Silva                  | La flaqueza del bolchevique             |
| 1998 | Lucía Etxebarria             | Beatriz y los cuerpos celestes                                              | Ignacio García-Valiño          | La caricia del escorpión                |
| 1999 | Gustavo Martín Garzo         | Las historias de Marta y Fernando                                           | Lilian Neuman                  | Levantar ciudades                       |
| 2000 | Lorenzo Silva                | El alquimista impaciente                                                    | José Carlos Somoza             | Dafne desvanecida                       |
| 2001 | Fernando Marías              | El niño de los coroneles                                                    | Lola Beccaria                  | La luna en Jorge                        |
| 2002 | Ángela Vallvey               | Los estados carenciales                                                     | José Luis de Juan              | Kaleidoscopio                           |
| 2003 | Andrés Trapiello             | Los amigos del crimen perfecto                                              | David Torres                   | El gran silencio                        |
| 2004 | Antonio Soler                | El camino de los ingleses                                                   | Javier Puebla                  | Sonríe Delgado                          |
| 2005 | Pedro Zarraluki              | Un encargo difícil                                                          | Nicolás Casariego              | Cazadores de luz                        |
| 2006 | Eduardo Lago                 | Llámame Brooklyn                                                            | Marta Sanz                     | Susana y los viejos                     |
| 2007 | Felipe Benítez Reyes         | Mercado de espejismos                                                       | Carmen Amoraga                 | Algo tan parecido al amor               |
| 2008 | Francisco Casavella          | Lo que sé de los vampiros                                                   | Eva Díaz Pérez                 | El Club de la Memoria                   |
| 2009 | Maruja Torres                | Esperadme en el cielo                                                       | Rubén Abella                   | El libro del amor esquivo               |

## Winnaars vanaf 2010
| Jaar | Winnaar                 | Boek                     |
| ---- | ----------------------- | ------------------------ |
| 2010 | Clara Sánchez           | Lo que esconde tu nombre |
| 2011 | Alicia Giménez Bartlett | Donde nadie te encuentre |
| 2012 | Álvaro Pombo            | El temblor del héroe     |
| 2013 | Sergio Vila-Sanjuán     | Estaba en el aire        |
| 2014 | Carmen Amoraga          | La vida era eso          |
| 2015 | José C. Vales           | Cabaret Biarritz         |
| 2016 | Víctor del Árbol        | La víspera de casi todo  |
| 2017 | Care Santos             | Media vida               |
| 2018 | Alejandro Palomas       | Un Amor                  |